# Revolução Filipina
Revolução Filipina (1896 – 1898) foi um conflito militar entre populares das Filipinas e as autoridades coloniais espanholas, que resultou na secessão das ilhas Filipinas do Império Espanhol.
A Revolução Filipina começou em agosto de 1896, com a descoberta da organização secreta anti-colonial Katipunan pelas autoridades espanholas. O Katipunan, liderado por Andrés Bonifacio, era uma mistura de movimento secessionista e governo paralelo que havia se espalhado pela maior parte das ilhas, cuja meta era a independência da Espanha através da revolta armada. Numa reunião popular em Caloocan, os líderes do Katipunan se organizaram num governo revolucionário, e declararam abertamente a revolução armada por toda a nação. Bonifacio convocou um ataque simultâneo coordenado à capital, Manila, que fracassou; porém as províncias vizinhas também se insurgiram, e especialmente os rebeldes de Cavite, liderados por Emilio Aguinaldo, conquistaram vitórias significantes. Uma disputa de poder entre os revolucionários levou à execução de Bonifacio em 1897, e a mudança do comando do movimento para Aguinaldo, que passou a liderar seu próprio governo revolucionário. Naquele mesmo ano uma trégua foi atingida, com o Pacto de Biak-na-Bato, e Aguinaldo foi exilado em Hong Kong; as hostilidades entre rebeldes e o governo espanhol, no entanto, nunca cessaram.
Em 1898, com o início da Guerra Hispano-Americana, Aguinaldo se aliou extra-oficialmente com os Estados Unidos, retornando às Filipinas e reiniciando as hostilidades contra os espanhóis. Em junho os rebeldes já haviam conquistado todo o território do país, com a exceção de Manila. Aguinaldo declarou a independência da Espanha e proclamou a Primeira República Filipina. Nem a Espanha nem os próprios Estados Unidos, no entanto, reconheceram a independência do país; o domínio espanhol sobre as ilhas só terminou oficialmente com o Tratado de Paris daquele ano, no qual a Espanha cedia as Filipinas e outros territórios aos Estados Unidos. A Guerra Filipino-Americana eclodiu pouco tempo depois.